# Eguinaldo
Eguinaldo de Sousa Lemos dit Eguinaldo, né le 9 août 2004 à Monção au Brésil, est un footballeur brésilien qui évolue au poste d'ailier gauche au Chakhtar Donetsk.

## Biographie

### En club
Né à Monção au Brésil, Eguinaldo joue dans le club de sa ville natale avant de rejoindre l'Artsul Futebol Clube (en) en 2021.
Prêté au Vasco da Gama en janvier 2022, il fait d'abord forte impression avec l'équipe des moins de 20 ans du club avant d'être intégré à l'équipe première. Il inscrit son premier but avec l'équipe première le 29 juillet 2022, lors d'une rencontre de championnat contre le Clube de Regatas Brasil. Il entre en jeu et participe à la victoire de son équipe (4-0 score final).
Il rejoint définitivement le club le 4 août 2022.
Le 31 juillet 2023, Eguinaldo s'engage en faveur du Chakhtar Donetsk. Il signe un contrat courant jusqu'en juin 2028.
Le 19 septembre 2023, il fait sa première apparition en Ligue des champions, à l'occasion d'un match de groupe face au FC Porto. Il entre en jeu et son équipe s'incline par trois buts à un.

### En sélection
Le 5 septembre 2022, Eguinaldo est convoqué pour la première fois avec l'équipe du Brésil des moins de 20 ans.